# Incubo (Füssli)
Incubo o L'incubo (The Nightmare) è un dipinto a olio su tela (1,02 m x 1,27 m) di Johann Heinrich Füssli, realizzato nel 1781 e conservato al Detroit Institute of Arts, negli Stati Uniti d'America.
L'artista ha realizzato diverse versioni di quest'opera, con varie tonalità di colore e di luci, basandosi però su un modello ben preciso: l'introduzione nel quadro di una giovane donna addormentata con sopra un mostro rivolto verso lo spettatore ed il volto di una cavalla (la giumenta) affacciato dalla tenda dello sfondo.

## Storia

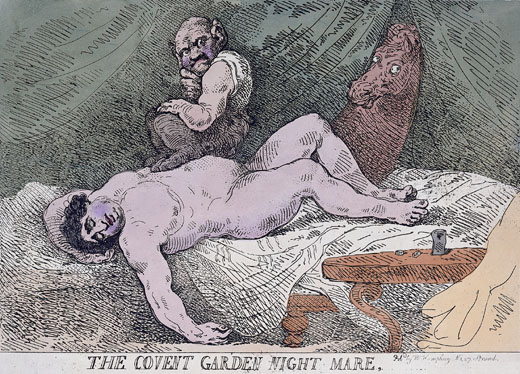
Thomas Rowlandson, The Covent Garden Night Mare (1784): vignetta satirica tesa a mettere in ridicolo Charles James Fox

L'incubo fu esposto per la prima volta nel 1782 alla Royal Academy di Londra, dove «suscitò ... un insolito grado d'interesse», così come ci testimonia John Knowles, intimo amico e primo biografo di Füssli.
Negli anni successivi L'incubo ebbe un successo duraturo. Venduta per sole venti ghinee, la tela fu infatti riprodotta in diverse repliche, fra cui l'incisione del 1783 di Thomas Burke, che fruttò all'autore ben cinquecento sterline, e la redazione del 1790-91 stesa dallo stesso Füssli, oggi esposta a Francoforte sul Meno. L'incisione di Burke era corredata di una poesia di Erasmus Darwin, intitolata Night-Mare:
Flits the squab Fiend o'er fen, and lake, and bog;

Seeks some love-wilder'd maid with sleep oppress'd,

Alights, and grinning sits upon her breast»
Testimoni della fortuna dell'Incubo furono anche le varie vignette satiriche che, riproducendo la composizione della tela, sorsero per colpire con lo scherno personaggi di spicco dell'epoca, quali Napoleone Bonaparte, Luigi XVIII di Francia, il politico britannico Charles James Fox ed il Primo ministro William Pitt.

## Descrizione

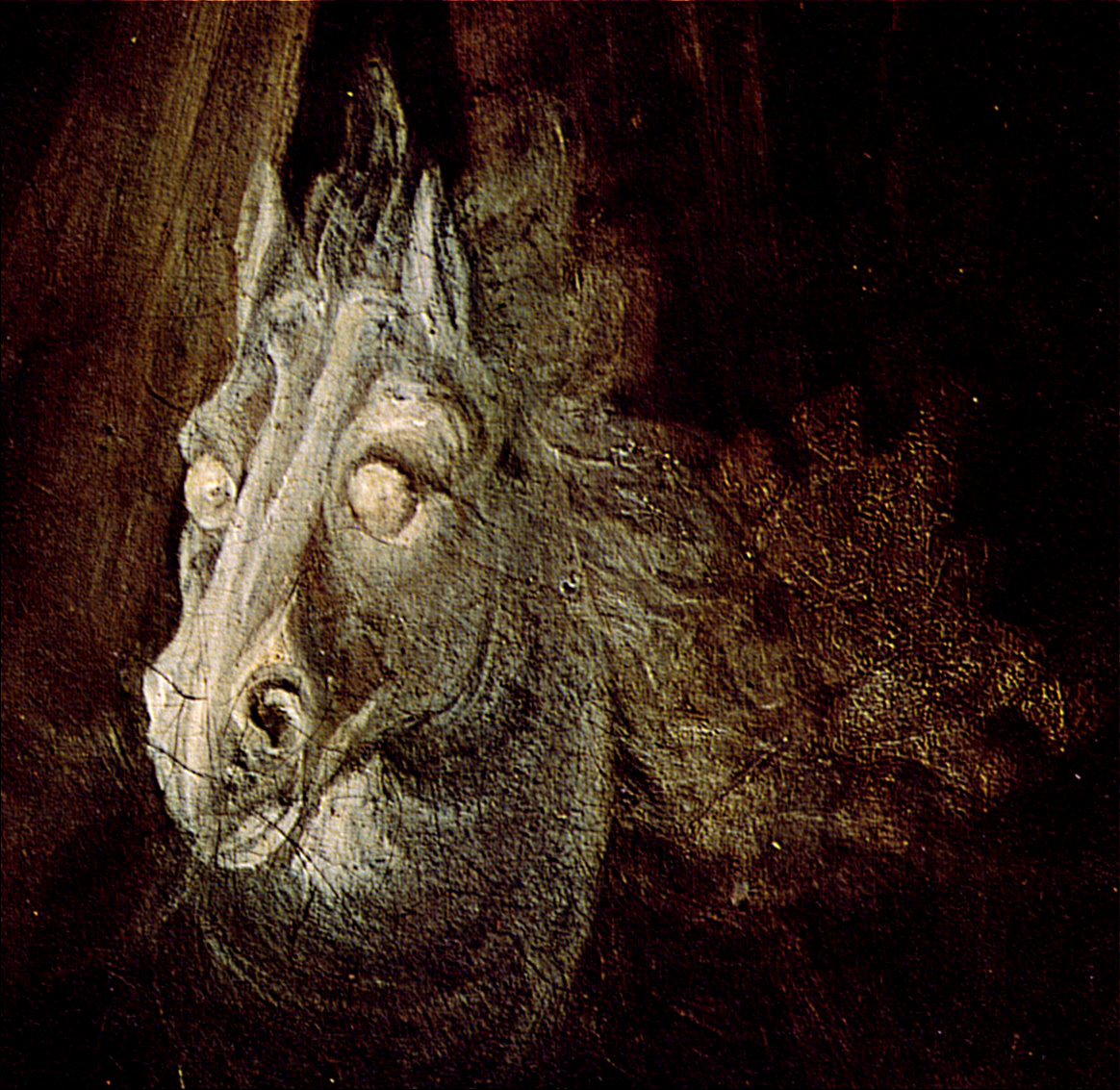
La testa della cavalla, veicolo allegorico delle sensazioni legate all'incubo: dettaglio tratto dalla versione di Francoforte (1780-81)

L'incubo offre simultaneamente una visione sia soggettiva che oggettiva del soggetto dipinto, raffigurando sì una donna che sogna (il soggetto) ma anche il sogno stesso (l'oggetto). La scena è ambientata in una stanza da letto in penombra, brulicante di oggetti, tra i quali vi sono un libro, una fiala ed uno specchio poggiati su un tavolo. In primo piano è collocata una giovane fanciulla dormiente, abbandonata sul suo letto, in una posa scomposta e innaturale che sottolinea il suo travaglio interiore: il volto appare sofferente, le braccia e la testa abbandonate alla forza di gravità, la carnagione è pallida, e magari trae in inganno chi lo guarda a pensare che sia morta e non semplicemente addormentata. L'inverosimile posizione in cui è riversa, supina, si pensava addirittura che stimolasse gli incubi. I colori chiari e brillanti che caratterizzano la figura femminile sono in netto contrasto con i rossi, gialli ed ocra dello sfondo; qui, inoltre, Füssli mostra un sapiente utilizzo del chiaroscuro, con il quale dà vita ad una serie di contrasti molto forti tra ombra e luce. L'interno raffigurato è à la page e contemporaneo al pittore, con tanto di drappeggi di velluto cremisi dietro al letto che si aprono come un sipario, lasciando emergere la portatrice dell'incubo: si tratta di un'inquietante cavalla spettrale, con gli occhi orbi, vuoti e vacui. 
Molto probabilmente la tela fu ispirata da esperienze di sogni ad occhi aperti sperimentate sia da Füssli che da suoi contemporanei: anch'esse erano correlate al folklore del tempo e ad alcune fiabe appartenenti alla mitologia germanica che raccontavano di demoni e streghe che soggiogavano chi osasse dormire da solo. In queste fiabe gli uomini ricevevano la visita di vecchie cavalle e megere, mentre le donne sembra che avessero, in tali incubi, rapporti sessuali col diavolo stesso. La presenza della cavalla spettrale, infatti, è giustificata dall'etimologia della parola inglese nightmare (che significa incubo), formata dall'unione di night (notte) e mare (cavallina); ma vi è un'altra teoria, altrettanto accreditata, secondo cui mare non si riferisce all'equino bensì deriva da mara, un termine desunto dalla mitologia scandinava che si riferiva ad uno spirito mandato a tormentare i dormienti. Significati come questi della parola «nightmare» sono associati anche a sensazioni sperimentabili dalla persona addormentata, quali senso di pesantezza sul torace, paralisi nel sonno, dispnea e terrore. Queste emozioni si materializzano nel dipinto nel mostro accovacciato sulla ragazza, personificazione dell'incubo. Questa creatura ibrida e grottesca assume vero peso fisico, facendo pressione e comprimendo il torace della fanciulla; il suo ghigno, le orecchie appuntite, la gobba e la folta peluria lo accomunano ai goblin, alle misteriose creature delle tradizioni nordiche e ai gargoyle delle cattedrali gotiche.
Le visioni oniriche, fantastiche e surreali erano una costante iconografica della produzione grafica di Füssli; ciò malgrado, L'incubo guadagna una posizione prominente in tal senso essendo scevro di significati religiosi o politici (a venti anni l'artista, prima di diventare tale, fu infatti ordinato ministro zwingliano). Delle varie tele füssliane ritraenti sogni e persone dormienti si possono ricordare il Sogno del pastore (1793), tratto dal Paradiso perduto di Milton, e Riccardo III e gli spettri (1798), esplicitamente desunto dalla materia shakesperiana.
Füssli era dotato, inoltre, di una solida conoscenza della storia dell'arte: la sua vasta cultura figurativa ha permesso alla critica di individuare diverse possibili fonti d'ispirazione. Il critico Nicholas Powell ha proposto che la posa della fanciulla possa derivare dall'Arianna addormentata esposta al Vaticano, mentre la posa dell'Incubo da alcune figure rinvenute a Selinunte, in Sicilia. Altro modello proposto è quello del Sogno di Ecuba, una decorazione eseguita da Giulio Romano per il Palazzo Te, a Mantova. Pare, inoltre, che la figura della cavalla sia stata un ripensamento, non essendo presente nel bozzetto in possesso del biografo di Füssli: la sua inclusione, oltre a rappresentare una concettualizzazione simbolica dell'incubo (mediante il gioco di parole portato avanti dalla parola inglese nightmare, già accennato), contribuisce anche ad accentuare sensibilmente il tono gotico dell'opera.

## Stile

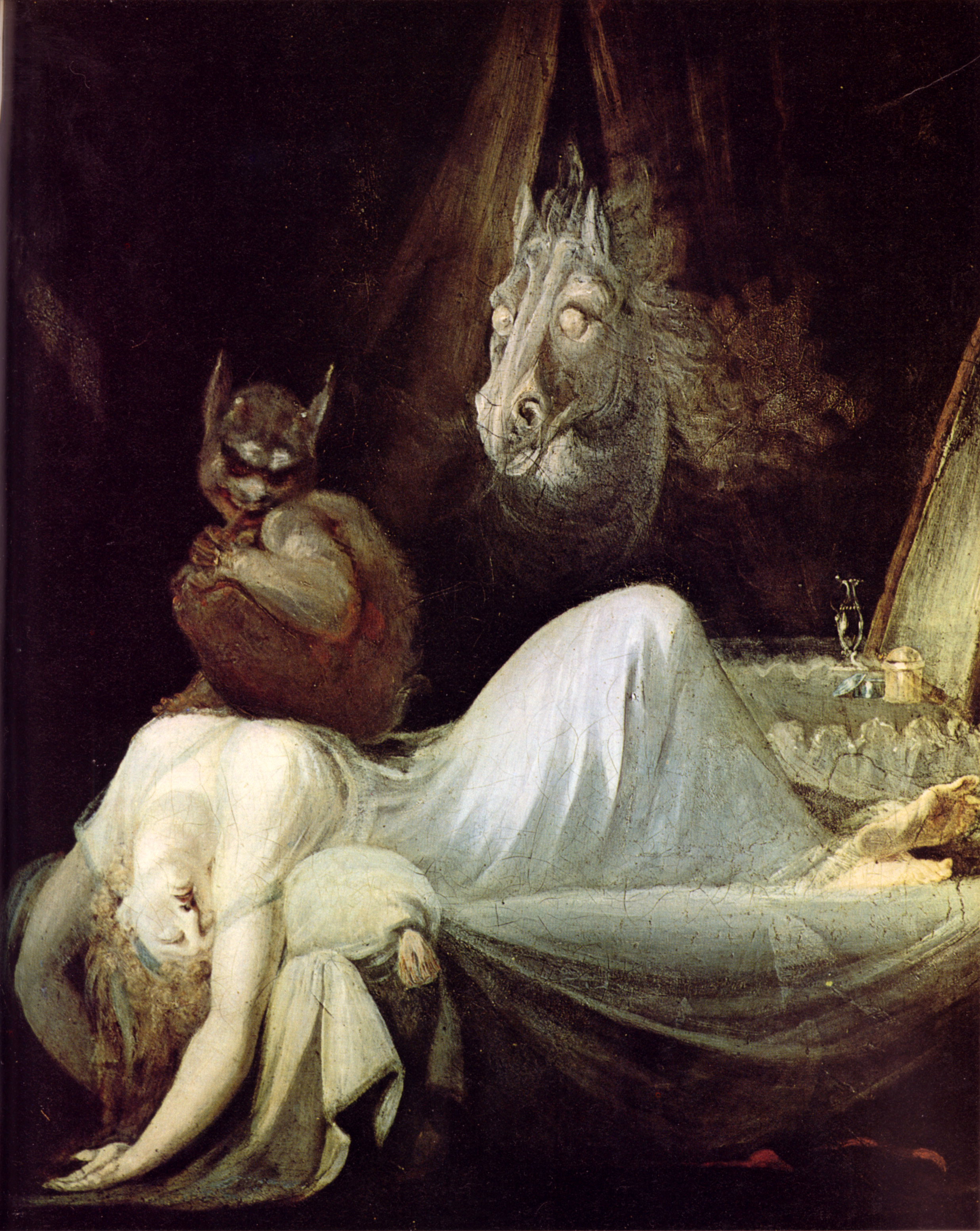
Riproduzione dellIncubo (1790−1791), olio su tela in esposizione a Francoforte

Lo schema della composizione è piramidale, con il vertice rappresentato dall'incontro delle tende al di sopra della cavalla, accompagnato da un gioco di curve che si corrispondono: alla gobba del mostro, al braccio della ragazza e al collo della giumenta si contrappongono le gambe della fanciulla, creando un effetto di dinamismo. Le figure emanano una luce che non è naturale, e che può addirittura tingersi di azzurro (il lembo inferiore del lenzuolo).
Questo quadro - così come, generalmente, l'intera arte di Füssli - è permeato di istanze neoclassiche e di fermenti preromantici. Al viso della fanciulla (chiaramente ispirato alla statuaria classica) ed alle forme pure ed essenziali si contrappongono infatti il dinamismo della composizione, che si struttura su linee curve e serpeggianti, e l'espressività del colore; l'artista è a conoscenza di questo dualismo e se ne rende complice, declinandolo in chiave espressiva.
La tabella di seguito si propone di riassumere gli elementi neoclassici e romantici presenti nell'opera:
| Elementi neoclassici                        | Elementi romantici                                          |
| ------------------------------------------- | ----------------------------------------------------------- |
| Ripresa della statuaria ellenistica         | Verticalismo                                                |
| Forme chiare ed essenziali                  | Inverosimiglianza della posa della figura                   |
| Utilizzo del chiaroscuro                    | Colori volutamente assurdi, crudi; espressività             |
| Composizione essenziale, limpida e ordinata | Effetto emozionale molto intenso                            |
| Linearità dei contorni                      | Luce innaturale tesa a dare vita a fosforescenze e bagliori |

## Interpretazione

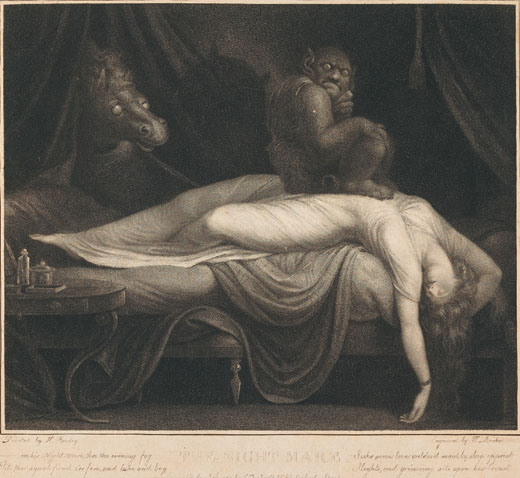
La riproduzione di Burke (1783)

L'opera, al momento della sua esibizione, destò molto scalpore per la sua tematica sessuale. L'insistenza sull'erotismo è riconducibile alle circostanze biografiche dell'autore: un anno prima della stesura dell'Incubo, infatti, Füssli si invaghì perdutamente della zurighese Anna Landolt vom Rech, di ritorno dal suo soggiorno in Italia. La Landolt era la nipote del suo amico Johann Kaspar Lavater, esperto di fisiognomica, cui scrisse nel 1779:
Conosciutala, Füssli le chiese di sposarlo, ma Anna fu costretta a rifiutare a causa dell'opposizione del padre; pare, comunque, che non fosse veramente interessata al pittore, tanto che sposò un amico di famiglia poco tempo dopo. L'incubo, quindi, può essere visto come una rappresentazione personale del lato erotico di un amore ormai perduto. Il critico d'arte H. W. Janson ha persino proposto, come interpretazione, che la fanciulla dormiente rappresenti la Landholdt e che il mostro grottesco che grava sul suo torace (che, come già accennato, è una personificazione dell'Incubo) sia lo stesso Füssli.
Secondo letture analoghe lo scopo del dipinto è quello di trasporre su pittura l'orgasmo femminile, diventando quindi molto rappresentativo in materia di istinti sessuali sublimati: interpretazioni legate a questa idea, appunto, vedono L'incubo come un simbolo onirico della libido maschile, in cui la testa della cavalla, con la sua inopportuna irruzione all'interno della scena, rappresenta l'atto sessuale.